# أرساموه
أرساموه (يُكتب أيضًا أرتاموخ) كان حاكمًا للدولة الأفريغية في خوارزم، التي حكمت في زمن النبي محمد. كان أرساموه خليفة بزغار، وخلفه فيما بعد سَهْر الثاني.